# لالا (لبنان)
لالا (به عربی: لالا) یک منطقهٔ مسکونی در لبنان است که در استان بقاع واقع شده‌است. لالا ۱٬۱۲۰ متر بالاتر از سطح دریا واقع شده‌است.